# Paolo Scalabrini
Paolo Scalabrini (* um 1719; † 23. Februar 1806 in Lucca) war ein italienischer Opernkomponist.

## Leben
Einigen Quellen zufolge wurde Paolo Scalabrini bereits 1713 geboren und starb entweder 1803 oder am 28. Februar 1806. Es existiert allerdings eine Sterbeurkunde vom 23. Februar 1806, die ihm ein Alter von 87 Jahren bescheinigt. Somit ist vom Geburtsjahr 1719 auszugehen.
Scalabrini wirkte ab 1742 als Kapellmeister bei der Operntruppe von Pietro Mingotti, mit der er durch Deutschland und Österreich reiste. In dieser Funktion komponierte und bearbeitete er zahlreiche Opern. 1747 gelangte er mit Mingotti nach Kopenhagen, wo sie bis 1756 jährliche Vorstellungen gaben. 1748 heiratete er die Sopranistin Grazia Mellini. Als Johann Adolf Scheibe im selben Jahr seine Stellung als Hofkapellmeister in Kopenhagen verlor, wurde Scalabrini sein Nachfolger, bis 1753 Giuseppe Sarti diese Position übernahm. Scalabrini blieb weiterhin in Kopenhagen und komponierte dort Opern, aber auch Intermezzi und Singspiele, die ins Dänische übersetzt wurden. Später nahm er für einige Jahre seine Reisen wieder auf, kehrte jedoch 1768 als Leiter einer selbst in Italien zusammengestellten Operngesellschaft nach Kopenhagen zurück. Von 1775 bis zum Tode seiner Frau 1781 übernahm er wieder die Stelle des Hofkapellmeisters. Anschließend kehrte er nach Italien zurück. Dort heiratete er die Sängerin Teresa Torre, die bereits 1768 mit ihm nach Kopenhagen gekommen war. Er starb 1806 in Lucca.
Anlässlich der Kaiserkrönung Franz’ I. Stephan im September 1745 wurde an dessen Geburtstag am 8. Dezember von Mingottis Operngesellschaft in Hamburg Johann Adolph Hasses Oper La clemenza di Tito aufgeführt, die von zwei Werken Scalabrinis umrahmt wurde: dem „Prologo“ Per l’esaltazione al trono imperiale di Francesco re di Gierusalemme auf einen Text von Francesco Darbes und einem „Epilogo“ ohne eigenen Titel mit einem Text von Barthold Heinrich Brockes.

## Werke
Von Scalabrinis Kompositionen sind nur wenige erhalten, darunter die Opern Den forliebte Skildrer, Kærlighed uden Strømper, Oraklet und die Sinfonia zu Artaserse. Außerdem sind zwanzig Arien und sechs Sinfonias überliefert. Den Angaben in den Libretti zufolge stammt in vielen seiner Opern die Musik einiger Arien von anderen Komponisten. Es handelt sich also zumindest teilweise um von Scalabrini eingerichtete Pasticci.
Oratorien
- Il Giuseppe riconosciuto, componimento sagro per musica; Libretto: Pietro Metastasio; 1742, Venedig, Oratorio di San Filippo Neri; auch am 24. März 1746 in Hamburg; 1750 im oratorio di San Filippo Neri in Bologna.[Digitalisat 1]

Bühnenwerke

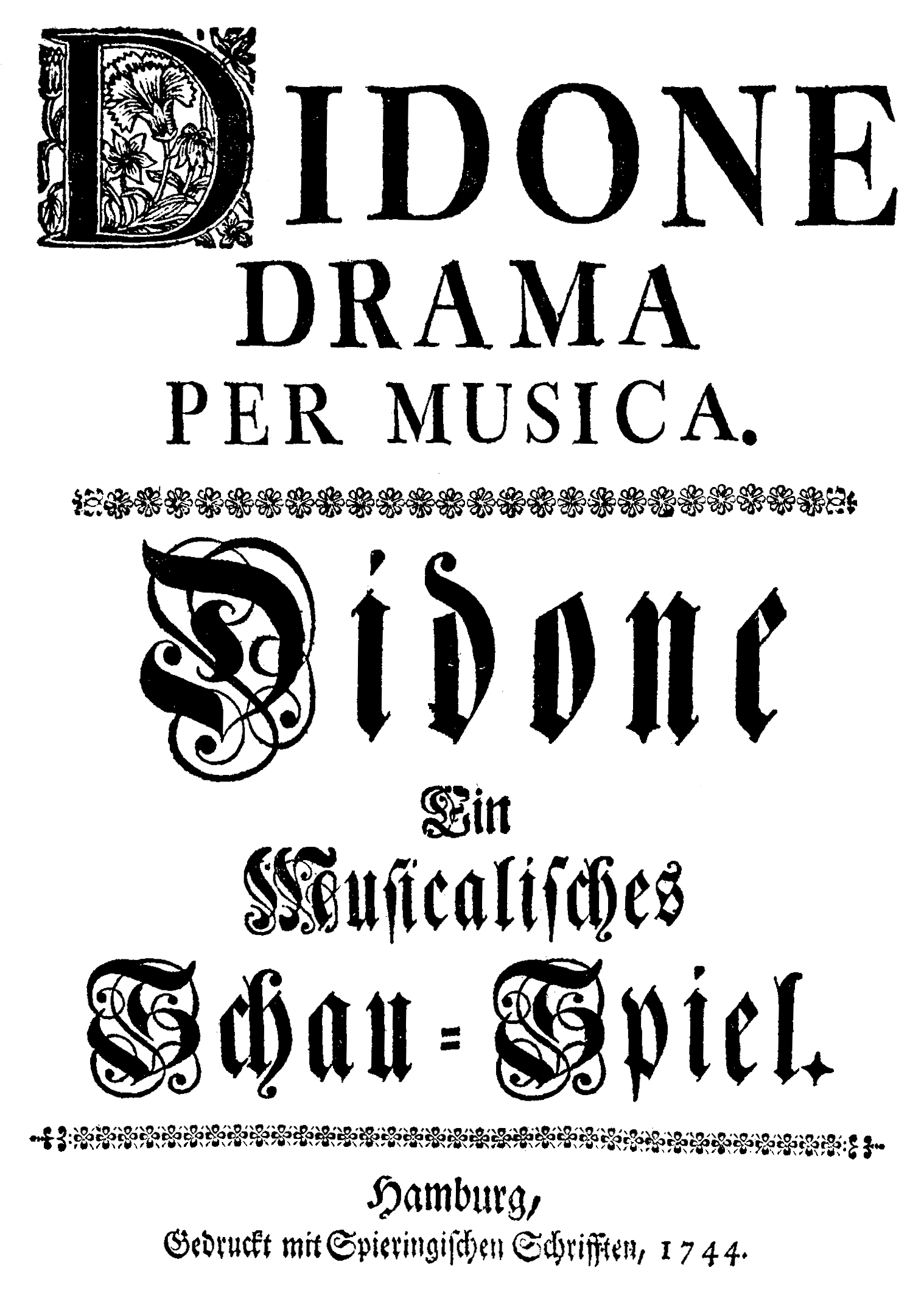
Didone. Titelblatt des Librettos, Hamburg 1744

- Sirbace, dramma per musica; Libretto: Claudio Nicola Stampa; Karneval 1742, Graz, Theater am Tummelplatz; einige Arien stammen von anderen Komponisten.[Digitalisat 2]
- Oronte, re de Sciti, dramma per musica; Libretto: Carlo Goldoni; 1. September 1742, Graz, Theater am Tummelplatz; auch am 21. Januar 1745 in der Oper am Gänsemarkt in Hamburg; einige Arien stammen von anderen Komponisten wie Niccolò Jommelli und Johann Adolf Hasse.[1]
- Venceslao, dramma per musica; Libretto: Apostolo Zeno; 1743, Linz, Theater im Ballhaus; auch am 31. Oktober 1743 in der Oper am Gänsemarkt in Hamburg; 1748 im Kongelige Teater in Kopenhagen; einige Arien stammen von anderen Komponisten.[Digitalisat 3]
- Caio Fabrizio, dramma per musica; Libretto: Apostolo Zeno; Karneval 1743, Graz, Theater am Tummelplatz; einige Arien stammen von anderen Komponisten.[Digitalisat 4]
- La Semiramide riconosciuta, dramma per musica; Libretto: Pietro Metastasio; Karneval 1743, Graz, Theater am Tummelplatz; auch am 9. Februar 1745 in der Oper am Gänsemarkt in Hamburg; einige Arien stammen von anderen Komponisten.[Digitalisat 5]
- L’asilo d’Amore, festa teatrale; Libretto: Pietro Metastasio; Librettodruck in Wien 1743.[7]
- Artaserse, dramma per musica; Libretto: Pietro Metastasio; 13. November 1743, Hamburg, Oper am Gänsemarkt; Wiederaufnahme am 24. Oktober 1746; am 29. Januar 1749 in Schloss Charlottenborg in Kopenhagen; einige Arien stammen von anderen Komponisten.[Digitalisat 6]
- Siroe, re di Persia, dramma per musica; Libretto: Pietro Metastasio; 1743, Prag, Theater im Ballhaus; auch am 14. Dezember 1743 in der Oper am Gänsemarkt in Hamburg; Karneval 1744 in Prag; 1749 im Kongelige Teater in Kopenhagen.
- Antigono, dramma per musica; Libretto: Pietro Metastasio; Fastenzeit 1744, Prag, Nuovo Teatro; auch am 10. September 1744 und am 11. November 1747 in der Oper am Gänsemarkt in Hamburg; einige Arien stammen von anderen Komponisten.[Digitalisat 7]
- Adelaide, dramma per musica (Pasticcio auf Basis des Ottone von Gennaro D’Alessandro);[8] Libretto: Antonio Salvi und Carlo Goldoni; 23. Juli 1744, Hamburg, Oper am Gänsemarkt; im selben Jahr auch im Theater im Reithaus in Leipzig.[Digitalisat 8]
- Didone, dramma per musica; Libretto: Pietro Metastasio; 6. August 1744, Hamburg, Oper am Gänsemarkt; Wiederaufnahme am 9. November 1746; auch 1747 in München;[9] 1748 im Kongelige Teater in Kopenhagen; einige Arien stammen von anderen Komponisten.[Digitalisat 9]
- Demetrio, dramma per musica; Libretto: Pietro Metastasio; 4. November 1744, Hamburg, Oper am Gänsemarkt; auch 1747 in München[9] und Leipzig; einige Arien stammen von anderen Komponisten.[Digitalisat 10]
- Il Catone in Utica, dramma per musica; Libretto: Pietro Metastasio; 25. Dezember 1744, Hamburg, Oper am Gänsemarkt; einige Arien stammen von anderen Komponisten.
- Diomeda, dramma per musica; Libretto: Francesco Passarini; 28. Juli 1745, Hamburg, Oper am Gänsemarkt; auch 1753 im Kongelige Teater in Kopenhagen; einige Arien stammen von anderen Komponisten.[Digitalisat 11]
- Per l’esaltazione al trono imperiale di Francesco re di Gierusalemme. Prologo; Libretto: Francesco Darbes; 8. Dezember 1745, Hamburg, Oper am Gänsemarkt.[Digitalisat 12]
- [Per l’esaltazione al trono imperiale di Francesco re di Gierusalemme.] Epilogo; Libretto: Barthold Heinrich Brockes; 8. Dezember 1745, Hamburg, Oper am Gänsemarkt.[Digitalisat 13]
- L’Arminio principe de Cauci e de Cherusci, dramma per musica; Libretto: Antonio Salvi; 12. Januar 1746, Hamburg, Oper am Gänsemarkt.[Digitalisat 14]
- La gara, o sia La pace degl’eroi, componimento drammatico; Libretto: Francesco Darbes; 24. Februar 1746, Hamburg, Oper am Gänsemarkt.
- Angelica e Medoro, serenata; Libretto: Pietro Metastasio; 25. April 1746, Hamburg, Oper am Gänsemarkt.
- Il tempio di Melpomene su le rive dell’Alstra; Libretto: Francesco Darbes und Friedrich von Hagedorn; 31. Januar 1747, Hamburg, Oper am Gänsemarkt; mit Musik von Georg Philipp Telemann, Filippo Finazzi, Carl Christoph Hachmeister und Cyrill von Wich.[Digitalisat 15]
- Merope, dramma per musica; Libretto: Apostolo Zeno; 8. Februar 1747, Hamburg, Oper am Gänsemarkt; auch in Dresden; einige Arien stammen von anderen Komponisten.[Digitalisat 16]
- Pharnaces, König in Ponto, „Singspiel“; Libretto: Antonio Maria Lucchini, 18. Dezember 1747, Kopenhagen, Schloss Charlottenborg.[10][11]
- Adriano, dramma per musica; Libretto: Pietro Metastasio; 1749, Kopenhagen, Det Kongelige Teater.
- Alessandro nell’Indie, dramma per musica; Libretto: Pietro Metastasio; 1749, Kopenhagen, Det Kongelige Teater.
- Il marito vizioso, intermezzo; Libretto: Francesco Darbes; 1750, Kopenhagen, Det Kongelige Teater.
- Don Chisciotte, intermezzo per musica; Libretto: Francesco Darbes; Herbst 1752, Kopenhagen; auch 1753 in Hamburg.[Digitalisat 17]
- Lucius Verus, dramma per musica; Libretto: Apostolo Zeno; November 1746, Braunschweig, Hoftheater; Autorschaft zweifelhaft; deutsche Übersetzung des Librettos vermutlich von Georg Caspar Schürmann; Arien von Carl Heinrich Graun; auch am 28. November 1746 in der Oper am Gänsemarkt in Hamburg; zur Wintermesse 1756 erneut in Braunschweig.[12][13]
- Den forliebte skildrer; nach Molière: Le Sicilien; 1756, Kopenhagen.[4]
- Koerlighed uden strømper (Liebe ohne Strümpfe); Libretto: Johan Herman Wessel; 1773, Kopenhagen.[4]
- Oraklet; Libretto: Saint Foix, Gellert; 1776, Kopenhagen.[4]
- Anagilda, azione drammatica; 1772, Kopenhagen, Det Kongelige Teater

Instrumentalwerke
- Sechs Sinfonien in D-Dur, C-Dur, G-Dur, D-Dur, F-Dur und B-Dur

## Digitalisate
1. ↑  Il Giuseppe riconosciuto. Libretto (italienisch), Venedig 1742. Digitalisat der Biblioteca Nazionale Braidense.
2. ↑  Sirbace. Libretto (italienisch/deutsch), Graz 1742. Digitalisat der Österreichischen Nationalbibliothek.
3. ↑  Venceslao. Libretto (italienisch/deutsch), Hamburg 1743. Digitalisat der Staatsbibliothek zu Berlin.
4. ↑  Caio Fabrizio. Libretto (italienisch/deutsch), Graz 1743. Digitalisat bei Google Books.
5. ↑  La Semiramide riconosciuta. Libretto (italienisch/deutsch), Graz 1743. Digitalisat bei Google Books.
6. ↑  Libretto (italienisch/deutsch), Hamburg 1743. Digitalisat der Staatsbibliothek zu Berlin.
7. ↑  Antigono. Libretto (italienisch/deutsch), Hamburg 1744. Digitalisat der Staatsbibliothek zu Berlin.
8. ↑  Adelaide. Libretto (italienisch/deutsch), Hamburg 1744. Digitalisat der Staatsbibliothek zu Berlin.
9. ↑  Didone. Libretto (italienisch/deutsch), Hamburg 1746. Digitalisat der Staatsbibliothek zu Berlin.
10. ↑  Demetrio. Libretto (italienisch/deutsch), Hamburg 1744. Digitalisat der Staatsbibliothek zu Berlin.
11. ↑  Diomeda. Libretto (italienisch/deutsch), Kopenhagen 1753. Digitalisat der Staatsbibliothek zu Berlin.
12. ↑  Per l’esaltazione al trono imperiale di Francesco re di Gierusalemme. Prologo. Libretto (italienisch/deutsch), Hamburg 1745. Digitalisat der Österreichischen Nationalbibliothek.
13. ↑  Per l’esaltazione al trono imperiale di Francesco re di Gierusalemme. Epilogo. Libretto (italienisch/deutsch), Hamburg 1745. Digitalisat der Niedersächsischen Staats- und Universitätsbibliothek Göttingen.
14. ↑  L’Arminio principe de Cauci e de Cherusci. Libretto (italienisch/deutsch), Hamburg 1746. Digitalisat der Staatsbibliothek zu Berlin.
15. ↑  Il tempio di Melpomene su le rive dell’Alstra. Libretto (italienisch), Hamburg 1747. Digitalisat der Staatsbibliothek zu Berlin.
16. ↑  Merope. Libretto (italienisch/deutsch), Dresden um 1747. Digitalisat der Staats- und Universitätsbibliothek Dresden.
17. ↑  Don Chisciotte. Libretto (italienisch/deutsch), Kopenhagen 1752. Digitalisat der Niedersächsischen Staats- und Universitätsbibliothek Göttingen.